# Campeonato Sérvio de Voleibol Feminino
O Campeonato Sérvio de Voleibol Feminino é a principal competição de voleibol feminino da Sérvia. É também conhecida como Wiener Stadtische Superliga por razões comerciais. Foi criada em 2006 após a queda do Estado da Sérvia e Montenegro.
O torneio é organizado pela Associação de Voleibol da Sérvia e classifica seu campeão à Liga dos Campeões da Europa.

## Edição atual
| Equipe                 | Cidade            | Última participação | Temporada 2018/2019 |
| ---------------------- | ----------------- | ------------------- | ------------------- |
| TENT                   | Obrenovac         | 2022/2023           | 5º                  |
| Jedinstvo Stara Pazova | Stara Pazova      | 2022/2023           | 1º                  |
| Ub-Ub                  | Ub (Sérvia)       | 2022/2023           | 2º                  |
| Estrela Vermelha       | Belgrado          | 2022/2023           | 4º                  |
| Železničar Lajkovac    | Lajkovac          | 2022/2023           | 3º                  |
| Partizan Belgrado      | Belgrado          | 2022/2023           | 8º                  |
| Srem                   | Sremska Mitrovica | 2022/2023           | 7º                  |
| Inđija                 | Inđija            | 2022/2023           | 9º                  |
| Omladinac Novi Banovci | Novi Banovci      | 2022/2023           | 10º                 |
| Spartak Subotica       | Subotica          | 2022/2023           | 6º                  |
| Klek Zrenjanin         | Zrenjanin         | 2019/2020           | 1º (Prva Liga)      |
| Radnički Beograd       | Belgrado          | Estreante           | 2º (Prva Liga)      |